# Gaćelezi
Gaćelezi – wieś w Chorwacji, w żupanii szybenicko-knińskiej, w mieście Vodice. W 2011 roku liczyła 216 mieszkańców.